# 相対論効果
相対論効果（そうたいろんこうか）、相対論的効果は、相対性理論において、非相対論による計算からのずれのことをいう。

## バンド計算における相対論効果
バンド計算において、扱う原子が重くなると、相対論効果が無視できなくなる。通常は、半相対論 (Scalar relativistic, Semi relativistic) 的
な形で相対論効果はバンド計算に取り入れられている場合が多い。この場合、スピン軌道相互作用は考慮されない。スピン軌道相互作用などの相対論効果を全て考慮したものを、Full relativistic と言う。
どのくらい重ければ相対論効果が無視できないかは、計算対象と目的によって異なるが、4d遷移金属とこれらと同じ周期にある他の元素辺りが一つの目安である。これは目安であって、軽い元素でも対象となる物理量等によっては、相対論効果が無視できない場合がある。